# Masuyit
Masuyit ist ein selten vorkommendes Uranmineral aus der Mineralklasse der „Oxide und Hydroxide“. Es kristallisiert im monoklinen Kristallsystem mit der chemischen Zusammensetzung Pb[(UO2)3|O3|(OH)2]·3H2O und entwickelt meist durchscheinende, prismatische und pseudohexagonale Kristalle von orangeroter bis karminroter Farbe.

## Etymologie und Geschichte
Masuyit wurde erstmals 1947 von dem belgischen Mineralogen Johannes Franciscus Vaes beschrieben, der es zu Ehren des belgischen Geologen Gustave Masuy (1905–1945) benannte, der sich mit kongolesischen Mineralen beschäftigte und am Ende des Zweiten Weltkrieges von Deutschen erschossen wurde. Vaes hat das Mineral zunächst als Blei-Uranyl-Oxid-Hydrate beschrieben, weitere Analysen von Deliens sowie von Finch und Ewing zeigen jedoch Schwankungen bezüglich des Blei-Uran-Verhältnisses. Untersuchen an 16 verschiedenen Masuyit-kristallen von Deliens und Piret aus dem Jahr 1996 zeigen, dass die Pb-U Verhältnisse zwischen 1:3 und 4:9 schwanken, so dass mitunter in der Literatur von Masuyit I, Masuyit II und Masuyit III gesprochen wird. 1999 konnten Burns und Hanchar jedoch durch Einkristallstrukturanalyse die Kristallstruktur einer Masuyit-Probe aus der Shinkolobwe Mine in der Demokratischen Republik Kongo aufklären.
Das ursprüngliche Typminerale von Masuyit ist verloren, jedoch befindet sich ein Neo-Typmineral am Königlichen Museum für Zentral-Afrika in Tervuren, Belgien. Eine weitere Probe befindet sich an der Harvard University in Cambridge, Massachusetts, USA die jedoch, obwohl durch Vaes bestimmt, nachweislich kein Blei enthält.

## Klassifikation
In der mittlerweile veralteten, aber noch gebräuchlichen 8. Auflage der Mineralsystematik nach Strunz gehörte der Masuyit zur Mineralklasse der „Oxide und Hydroxide“ und dort zur Abteilung der „Uranyl-Hydroxide und -Hydrate“, wo er zusammen mit Becquerelit, Billietit, Compreignacit und Protasit eine eigenständige Gruppe bildet.
Die seit 2001 gültige und von der International Mineralogical Association (IMA) verwendete 9. Auflage der Strunz’schen Mineralsystematik ordnet den Masuyit ebenfalls in die Klasse der „Oxide und Hydroxide“ und dort in die Abteilung der „Uranyl Hydroxide“ ein. Diese Abteilung ist allerdings weiter unterteilt nach der Anwesenheit weiterer Kationen sowie der Kristallstruktur, so dass das Mineral entsprechend seiner Zusammensetzung und seines Aufbaus in der Unterabteilung „Mit zusätzlichen Kationen (K, Ca, Ba, Pb usw.), mit vorwiegend UO2(O,OH)5 pentagonalen Polyedern“ unter der System-Nr. 4.GB.35 zu finden ist.
Auch die Systematik der Minerale nach Dana ordnet den Masuyit in die Klasse der „Oxide und Hydroxide“, dort allerdings in die Abteilung der „Uran- und thoriumhaltigen Oxide“ ein. Hier ist er mit der System-Nr. 05.02.02.01 innerhalb der Unterabteilung der „05.02 Uran- und thoriumhaltige Oxide mit einer Kationenladung von 6+ (AO3), und wasserhaltig“ zu finden.

## Kristallstruktur

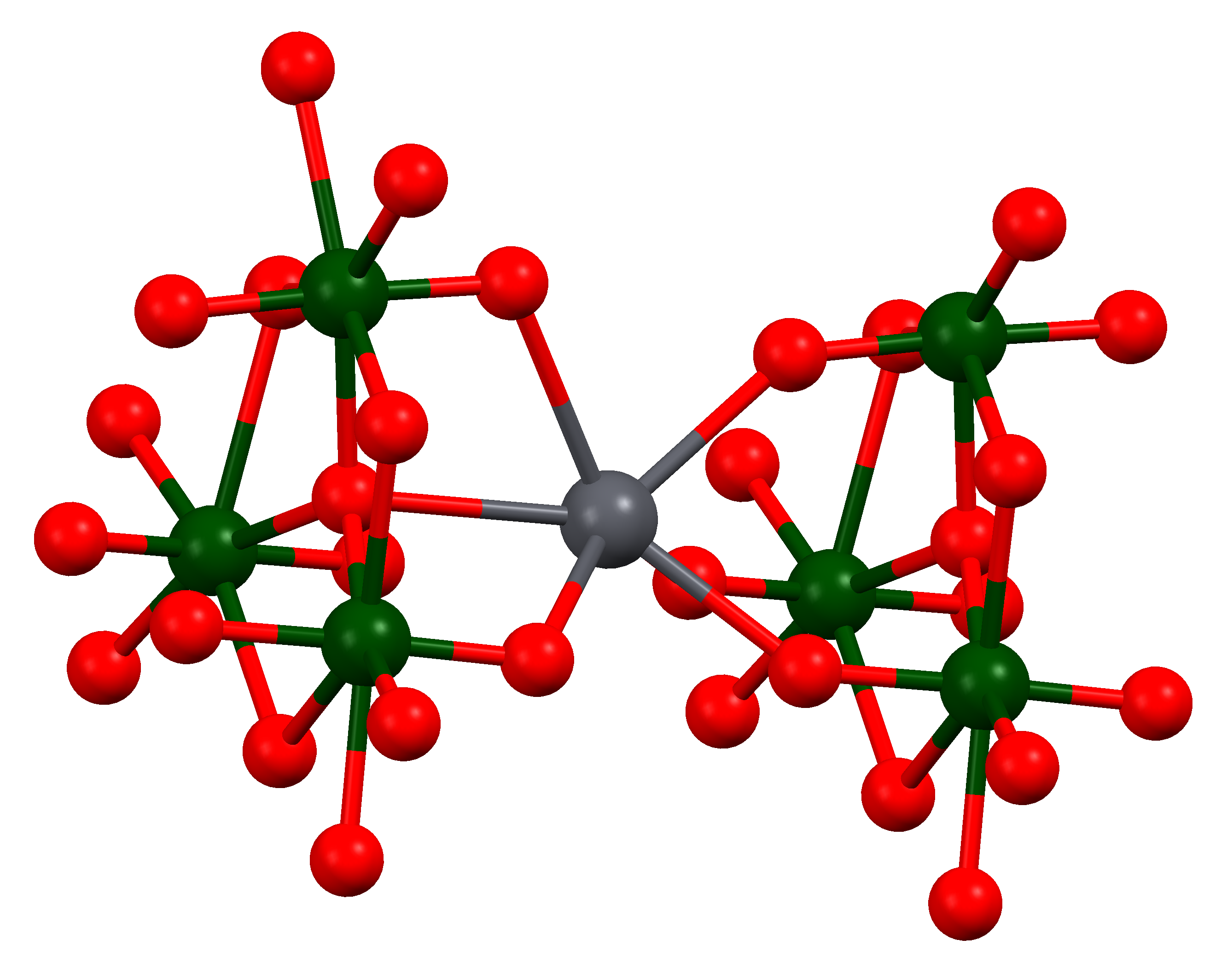
Kristallstruktur von Masuyit. Gezeigt ist die Verknüpfung der Uranyl-Sauerstoffatome durch Blei
green U red O #696969 Pb

Masuyit kristallisiert im monoklinen Kristallsystem in der Raumgruppe Pn (Raumgruppen-Nr. 7, Stellung 2) mit den Gitterparametern a = 13,98 Å, b = 12,11 Å, c = 14,2 Å und β = 90,402° sowie zwei Formeleinheiten pro Elementarzelle.
In der Kristallstruktur weist das Uranatom eine pentagonal-bipyramidale Geometrie auf. Es entstehen Schichten von kantenverknüpften Uranyleinheiten, wobei die Uranyl-Sauerstoffatome dabei von den Bleiatomen koordiniert werden.

## Eigenschaften
Das Mineral ist durch seinen Urangehalt von bis zu 61,9 Gew.-% sehr stark radioaktiv. Unter Berücksichtigung der Mengenanteile der radioaktiven Elemente in der idealisierten Summenformel sowie der Folgezerfälle der natürlichen Zerfallsreihen wird für das Mineral eine spezifische Aktivität von etwa 110,8 kBq/g angegeben (zum Vergleich: natürliches Kalium 0,0312 kBq/g). Der zitierte Wert kann jedoch je nach Mineralgehalt und Zusammensetzung der Stufen deutlich abweichen; auch sind selektive An- oder Abreicherungen der radioaktiven Zerfallsprodukte möglich und ändern die Aktivität.

## Bildung und Fundorte
Masuyit findet sich als seltenes Umwandlungsprodukt in der Oxidationszone primärer Uranerzlagerstätten. Das Mineral ist je nach Fundort vergesellschaftet mit Uranophan, Fourmarierit, Rutherfordin, Becquerelit, Metastudtit, Kasolit, Wyartit und Uraninit.
Neben der Typlokalität in Shinkolobwe wurde Masuyit ebenfalls in der Musonoi-Mine sowie in der Kamoto Ost Mine gefunden. In der Schweiz wurde es im Kanton Wallis in Les Marécottes und La Creusaz gefunden. Weitere Fundorte sind in Frankreich die Region Okzitanien im Département Hérault in Rabejac bei Lodève sowie die Region Auvergne. Weiterhin ist es aus wenigen Fundstellen in Australien, der Tschechischen Republik, Finnland, Indien, Italien, Polen, Russland und Sambia bekannt.

## Vorsichtsmaßnahmen
Auf Grund der starken Radioaktivität des Minerals sollten Mineralproben vom Masuyit nur in staub- und strahlungsdichten Behältern, vor allem aber niemals in Wohn-, Schlaf- und Arbeitsräumen aufbewahrt werden. Ebenso sollte wegen der hohen Toxizität und Radioaktivität von Uranylverbindungen eine Aufnahme in den Körper (Inkorporation, Ingestion) auf jeden Fall verhindert und zur Sicherheit direkter Körperkontakt vermieden sowie beim Umgang mit dem Mineral Mundschutz und Handschuhe getragen werden.